# Nguyễn Thiệu
Nguyễn Thiệu (1903-1989) một trong hai đại biểu đại diện An Nam Cộng sản Đảng tham dự Hội nghị thành lập Đảng Cộng sản Việt Nam năm 1930.

## Quê quán
Ông người làng Thạch Trụ, nay thuộc xã Đức Lân, huyện Mộ Đức, tỉnh Quảng Ngãi. Ông đỗ Tú tài Tân học năm 1923, thường được gọi là Tú Thiệu.

## Cuộc đời
Nguyễn Thiệu là một trong những người thành lập "Công Ái xã", sau đó ông gia nhập Hội Việt Nam Cách mạng Thanh niên, được cử đi dự lớp huấn luyện ở Quảng Châu, Trung Quốc (1926), rồi trở về quê mở nhiều lớp huấn luyện cho thanh niên, xây dựng cơ sở tổ chức của Hội Việt Nam Cách mạng Thanh niên ở Quảng Ngãi.
Tháng 5/1929, Nguyễn Thiệu là đại biểu Kỳ bộ Trung Kỳ đi dự Đại hội của Hội Việt Nam Cách mạng Thanh niên tại Hồng Kông (Trung Quốc). Mùa Thu năm 1929, tổ chức An Nam Cộng sản Đảng được thành lập ở Nam Kỳ, ông là một trong 6 ủy viên Ban lâm thời chỉ đạo.
Tháng 2/1930, ông và Châu Văn Liêm là đại biểu tổ chức An Nam Cộng sản Đảng tham dự Hội nghị hợp nhất- thành lập Đảng Cộng sản Việt Nam, tổ chức tại Hồng Kông (Trung Quốc).
Những năm 1930- 1931, Nguyễn Thiệu là ủy viên Xứ ủy Nam Kỳ, kiêm bí thư liên tỉnh Mỹ Tho - Bến Tre - Cà Mau. Cuối tháng 4 năm 1930, Tỉnh ủy Lâm thời Đảng Cộng sản Việt Nam tỉnh Mỹ Tho được thành lập, Nguyễn Thiệu được cử làm Bí thư.
Năm 1932, ông bị Pháp bắt, kết án khổ sai chung thân, đày đi Côn Đảo.
Cách mạng tháng 8 năm 1945 thành công, Nguyễn Thiệu được Chính phủ cách mạng đón về đất liền.
Trong kháng chiến chống Pháp ông được bổ sung vào Tỉnh ủy Quảng Ngãi, sau đó giữ chức Giám đốc Hoa kiều vụ Liên khu V.
Sau Hiệp định Geneve 1954, Nguyễn Thiệu tập kết ra Bắc, tham gia xây dựng Viện bảo tàng Cách mạng Việt Nam (giữ chức Viện phó, rồi Viện trưởng).
Ông mất năm 1989 tại thành phố Hồ Chí Minh.
Tên ông đã được đặt cho một số con đường ở tỉnh Quảng Ngãi.